# DELA Lebensversicherungen
Die DELA Lebensversicherungen N.V. sind eine Zweigniederlassung der 1937 in den Niederlanden gegründeten DELA Coöperatie U.A. Die Versicherung bietet Produkte um die Hinterbliebenenabsicherung. Das Kerngeschäft des Unternehmens ist die Absicherung und Organisation des letzten Lebensabschnitts. In den Niederlanden und Belgien hat die DELA nach eigenen Angaben rund vier Millionen Kunden, 90 Bestattungszentren und etwa 2000 Mitarbeiter. In Deutschland ist die DELA seit Anfang 2018 in Düsseldorf vertreten. In der Rechtsform einer Kooperative (niederländisch „Coöperatie“) agiert die DELA wie ein genossenschaftlich arbeitendes Unternehmen und ist vergleichbar mit einem deutschen Versicherungsverein auf Gegenseitigkeit, der ausschließlich seinen Kunden und Mitgliedern verpflichtet ist.

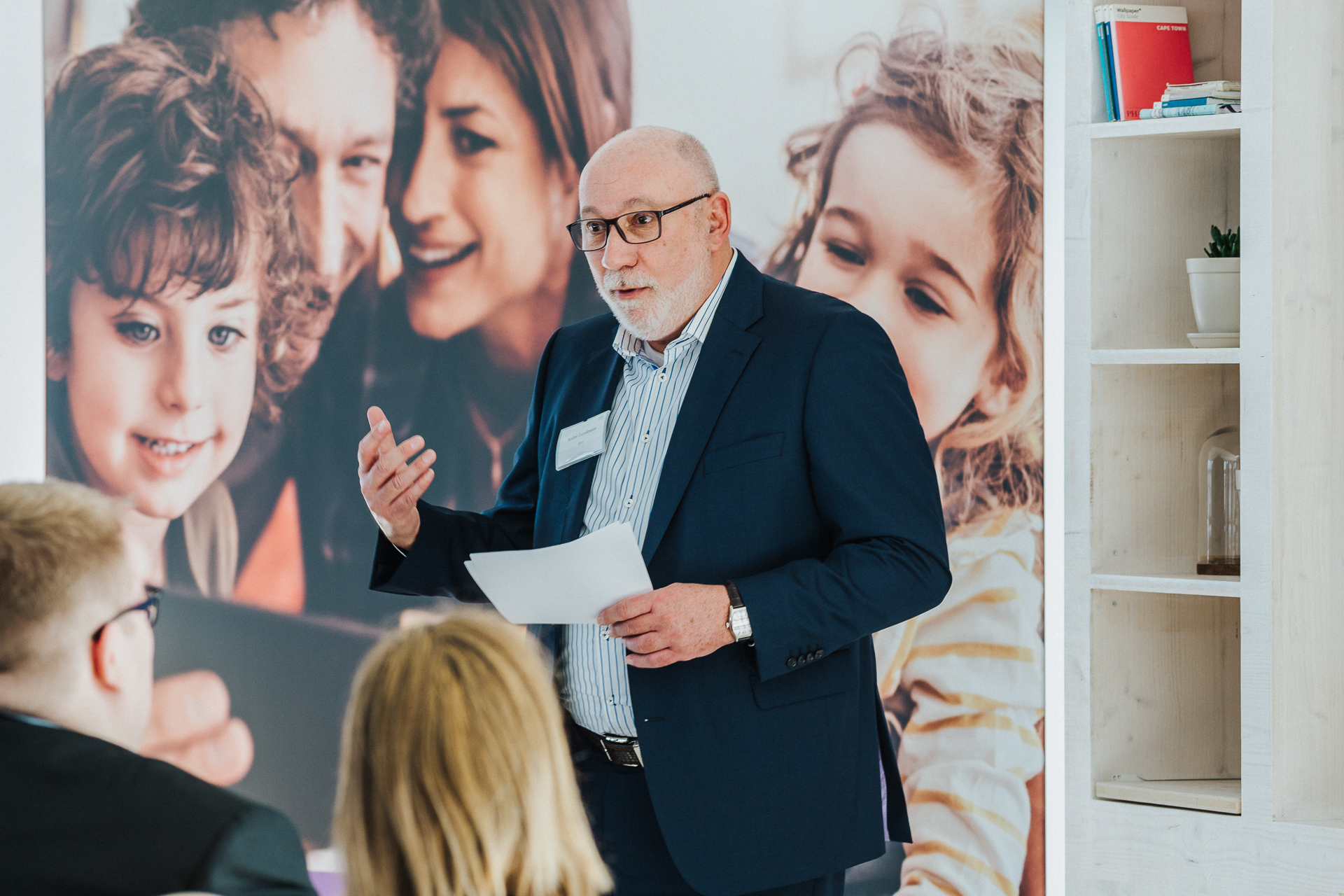
Walter Capellmann beim Opening Day der DELA in Düsseldorf

## Geschichte der DELA
DELA wurde am 11. März 1937 in Eindhoven gegründet. Ursprünglich als Bestattungsvereinigung gestartet. Mit dem Wachstum entschieden die Gründer 1942, das Bestattungsunternehmen in eine Genossenschaft umzuwandeln, da diese Form der Organisation auf Solidarität beruht und somit den Kernwerten der DELA entspricht. Mit dem Wachstum der DELA erfolgte auch ein ganzheitliches Konzept, welches sich neben dem letzten Tag auch mit Versicherungsprodukten der Hinterbliebenenabsicherung und -fürsorge auf dem Markt in Belgien etablierte. Schließlich erfolgte 1967 der Bau des heutigen Hauptsitzes in Eindhoven. Im Jahr 2018 gründete DELA am Standort Düsseldorf die Zweigniederlassung der DELA Lebensversicherung N.V. in Deutschland.
DELA steht im Niederländischen für „Draagt Elkanders Lasten“, zu Deutsch: „Einer trage des anderen Last“. Die Leistungen gehen deshalb über die rein finanzielle Absicherung hinaus und beinhalten beispielsweise eine psychologische Erstbetreuung der Hinterbliebenen.

## Leistungsangebot
- DELA Risikolebensversicherung wird im Falle des Todes der versicherten Person an die festgelegten Begünstigten ausgezahlt. Es gibt zwei Tarifoptionen, DELA aktiv Leben und DELA aktiv Leben plus+ für die Risikolebensversicherung an.[1]

- DELA Sterbegeldversicherung wird im Todesfall an die Hinterbliebenen oder den bestimmten Treuhänder ausgezahlt. Sie finanziert die Bestattungskosten und gehört zum sogenannten Schonvermögen.[2]

- DELA Ersthilfe-Programm sichert finanziell und vor allem emotional ab. In Kooperation mit dem Berufsverband Deutscher Psychologen bietet die DELA ihren Kunden über das Ersthilfe-Programm eine kostenfreie psychologische Erstbetreuung für Hinterbliebene an.

- DELA Familien-Schutz stellt rechtlich geprüfte Vorsorgedokumente, beispielsweise Sorgerechts-, Patienten- und Organverfügungen sowie eine Vorsorgevollmacht bereit.

## Unternehmensratings
Die Ratingagentur Assekurata bewertet DELA seit zwei Jahren in Folge mit einem „A“ für starke Bonität und Kapitalstärke mit einem stabilen Ausblick.
Das unabhängige Institut Morgen&Morgen bewertet die Versicherungsprodukte mit der Bestnote „ausgezeichnet“.

## Kooperationen
Die DELA kooperiert mit der Deutschen Bestattungsfürsorge (DBF). Die DBF ermöglicht die Planung individueller Wunschbestattungen zu Lebzeiten und deren Umsetzung.

## Belege
1. ↑  VWheute: Wie DELA den deutschen Sterbegeld-Markt aufmischen w... In: invalue.de. 17. September 2018, archiviert vom Original am 15. Oktober 2019; abgerufen am 14. Januar 2020.
2. ↑  Vertriebsstart: Neue Sterbegeldversicherung der Dela gestartet. In: www.dasinvestment.com. 28. Mai 2019, abgerufen am 14. Januar 2020.
3. ↑  Rating DELA Coöperatie U.A. In: www.assekurata.de. Archiviert vom Original am 15. Oktober 2019; abgerufen am 14. Januar 2020.
4. ↑  https://www.morgenundmorgen.com/downloadcenter/RATINGS/mm_rating_risikoleben.pdf